# Epinephelus areolatus
El mero areolado (Epinephelus areolatus) es una especie de peces de la familia Serranidae en el orden de los Perciformes.

## Morfología
Los machos pueden llegar alcanzar los 47 cm de longitud total.

## Distribución geográfica
Se encuentra desde el mar Rojo y el golfo Pérsico hasta KwaZulu-Natal (Sudáfrica), Fiyi, Japón, el mar de Arafura, Tonga y el norte de Australia.